# Stéphane Houdet
Stéphane Houdet (Saint-Nazaire, 20 de novembre de 1970) és un tennista francès en cadira de rodes. Ha estat ex número u del món en individual (2012), i és l'actual número 6 en individual i 3 en dobles.

## Carrera

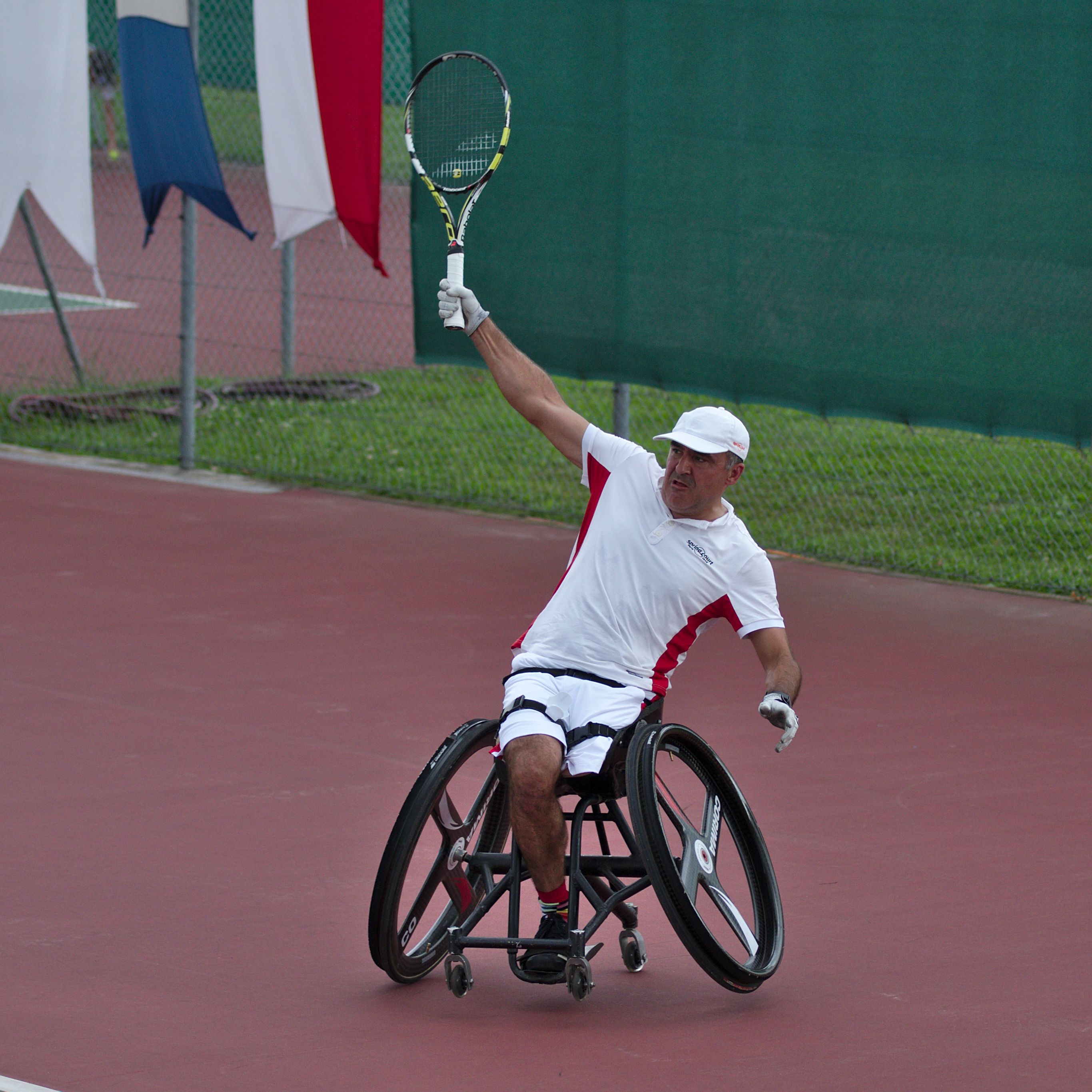
Houdet a la semifinal masculina de Ginebra el 2014

### Individual
Va guanyar dos títols la temporada 2013 amb les victòries assolides a Johannesburg i Sardenya. Va ser finalista perdedor a Pensacola, Roma, Nottingham, St Louis i Rue. També va guanyar dos títols individuals de Grand Slam al Roland Garros i Nova York, també va ser finalista a Melbourne.

### Dobles masculins
Es va associar amb en Ronald Vink per a obtenir els títols de dobles a Sidney i Nottingham. De company de dobles amb en Frederic Cattaneo va guanyar els títols de Baton Rouge i Johannesburg. Ambdós van tornar a ser parella a la final de Pensacola on van perdre. Amb en Martin Legner, Houdet va guanyar el títol a Roma i fou finalista perdedor a Sardenya. Shingo Kunieda es va associar amb ell i van guanyar els títols de dobles a París i Saint Louis, així com dos títols de Grand Slam a Roland Garros i Wimbledon. Al costat de Gordon Reid, va guanyar títols a Rotterdam, Rue i el Màsters de dobles.
El 2021 als Jocs Paralímpics de Tokyo 2020 guanya l'Or amb Nicolas Peifer, essent el segon que aconsegueix després dels jocs de Río 2016.

## Torneigs de Grand Slam

### Individual: 16 (4−12)
| Resultat  | Núm. | Any  | Torneig              | Oponent        | Marcador         |
| --------- | ---- | ---- | -------------------- | -------------- | ---------------- |
| Finalista | 1.   | 2009 | Open d'Austràlia     | Shingo Kunieda | 2−6, 4−6         |
| Finalista | 2.   | 2009 | Roland Garros        | Shingo Kunieda | 3−6, 6−3, 3−6    |
| Finalista | 3.   | 2010 | Open d'Austràlia (2) | Shingo Kunieda | 6−7(3), 6−2, 5−7 |
| Finalista | 4.   | 2011 | Open d'Austràlia (3) | Shingo Kunieda | 0−6, 3−6         |
| Finalista | 5.   | 2011 | US Open              | Shingo Kunieda | 6−3, 1−6, 0−6    |
| Guanyador | 1.   | 2012 | Roland Garros        | Shingo Kunieda | 6−2, 2−6, 7−6(6) |
| Finalista | 6.   | 2013 | Open d'Austràlia (4) | Shingo Kunieda | 2−6, 0−6         |
| Guanyador | 2.   | 2013 | Roland Garros (2)    | Shingo Kunieda | 7−5, 5−7, 7−6(5) |
| Guanyador | 3.   | 2013 | US Open              | Shingo Kunieda | 6−2, 6−4         |
| Finalista | 7.   | 2014 | Roland Garros (2)    | Shingo Kunieda | 4−6, 1−6         |
| Finalista | 8.   | 2015 | Open d'Austràlia (5) | Shingo Kunieda | 2−6, 2−6         |
| Finalista | 9.   | 2015 | Roland Garros (3)    | Shingo Kunieda | 1−6, 0−6         |
| Finalista | 10.  | 2015 | US Open (2)          | Shingo Kunieda | 7−6(4), 3−6, 2−6 |
| Guanyador | 4.   | 2017 | US Open (2)          | Alfie Hewett   | 6−2, 4−6, 6−3    |
| Finalista | 11.  | 2018 | Open d'Austràlia (6) | Shingo Kunieda | 6−4, 1−6, 6−7(3) |
| Finalista | 12.  | 2019 | US Open (3)          | Alfie Hewett   | 6−7(9), 6−7(5)   |

### Dobles femenins: 34 (19−15)
| Resultat  | Núm. | Any  | Torneig              | Parella           | Oponents                         | Marcador            |
| --------- | ---- | ---- | -------------------- | ----------------- | -------------------------------- | ------------------- |
| Guanyador | 1.   | 2007 | Roland Garros        | Michael Jeremiasz | Shingo Kunieda Satoshi Saida     | 7−6(4), 6−1         |
| Finalista | 1.   | 2008 | Wimbledon            | Nicolas Peifer    | Robin Ammerlaan Ronald Vink      | 2−6, 5−7            |
| Guanyador | 2.   | 2009 | Roland Garros (2)    | Michael Jeremiasz | Robin Ammerlaan Maikel Scheffers | 6−2, 7−5            |
| Guanyador | 3.   | 2009 | Wimbledon            | Michael Jeremiasz | Robin Ammerlaan Shingo Kunieda   | 1−6, 6−4, 7−6(3)    |
| Guanyador | 4.   | 2009 | US Open              | Stefan Olsson     | Maikel Scheffers Ronald Vink     | 6−4, 4−6, 6−4       |
| Guanyador | 5.   | 2010 | Open d'Austràlia     | Shingo Kunieda    | Maikel Scheffers Robin Ammerlaan | 6−2, 6−2            |
| Guanyador | 6.   | 2010 | Roland Garros (3)    | Shingo Kunieda    | Robin Ammerlaan Stefan Olsson    | 6−0, 5−7, [10−8]    |
| Finalista | 2.   | 2010 | Wimbledon (2)        | Shingo Kunieda    | Robin Ammerlaan Stefan Olsson    | 4−6, 6−7(4)         |
| Finalista | 3.   | 2011 | Open d'Austràlia     | Nicolas Peifer    | Shingo Kunieda Maikel Scheffers  | 3−6, 3−6            |
| Finalista | 4.   | 2011 | Wimbledon (3)        | Michael Jeremiasz | Maikel Scheffers Ronald Vink     | 5−7, 2−6            |
| Guanyador | 7.   | 2011 | US Open (2)          | Nicolas Peifer    | Maikel Scheffers Ronald Vink     | 6−3, 6−1            |
| Finalista | 5.   | 2012 | Open d'Austràlia (2) | Nicolas Peifer    | Ronald Vink Robin Ammerlaan      | 2−6, 6−4, 1−6       |
| Guanyador | 8.   | 2013 | Roland Garros (4)    | Shingo Kunieda    | Gordon Reid Ronald Vink          | 3−6, 6−4, [10−6]    |
| Guanyador | 9.   | 2013 | Wimbledon (2)        | Shingo Kunieda    | Frédéric Cattaneo Ronald Vink    | 6−4, 6−2            |
| Guanyador | 10.  | 2014 | Open d'Austràlia (2) | Shingo Kunieda    | Gordon Reid Maikel Scheffers     | 6−3, 6−3            |
| Guanyador | 11.  | 2014 | Roland Garros (5)    | Joachim Gérard    | Gustavo Fernández Nicolas Peifer | 4−6, 6−3, [11−9]    |
| Guanyador | 12.  | 2014 | Wimbledon (3)        | Shingo Kunieda    | Maikel Scheffers Ronald Vink     | 5−7, 6−0, 6−3       |
| Guanyador | 13.  | 2014 | US Open (3)          | Shingo Kunieda    | Gordon Reid Maikel Scheffers     | 6−2, 2−6, 7−6       |
| Guanyador | 14.  | 2015 | Open d'Austràlia (3) | Shingo Kunieda    | Gustavo Fernández Gordon Reid    | 6−2, 6−1            |
| Guanyador | 15.  | 2015 | US Open (4)          | Gordon Reid       | Michaël Jeremiasz Nicolas Peifer | 6−3, 6−1            |
| Guanyador | 16.  | 2016 | Open d'Austràlia (4) | Nicolas Peifer    | Shingo Kunieda Gordon Reid       | 6−3, 3−6, 7−5       |
| Finalista | 6.   | 2016 | Wimbledon (4)        | Nicolas Peifer    | Alfie Hewett Gordon Reid         | 6−4, 1−6, 6−7(6)    |
| Guanyador | 17.  | 2017 | Roland Garros (6)    | Nicolas Peifer    | Alfie Hewett Gordon Reid         | 6−4, 6−3            |
| Finalista | 7.   | 2017 | Wimbledon (5)        | Nicolas Peifer    | Alfie Hewett Gordon Reid         | 7−6(5), 5−7, 6−7(3) |
| Finalista | 8.   | 2017 | US Open              | Nicolas Peifer    | Alfie Hewett Gordon Reid         | 5−7, 4−6            |
| Guanyador | 18.  | 2018 | Open d'Austràlia (5) | Nicolas Peifer    | Alfie Hewett Gordon Reid         | 6−4, 6−2            |
| Guanyador | 19.  | 2018 | Roland Garros (7)    | Nicolas Peifer    | Frédéric Cattaneo Stefan Olsson  | 6−1, 7−6(5)         |
| Finalista | 9.   | 2018 | US Open (2)          | Nicolas Peifer    | Alfie Hewett Gordon Reid         | 7−5, 3−6, [9−11]    |
| Finalista | 10.  | 2019 | Open d'Austràlia (3) | Ben Weekes        | Joachim Gérard Stefan Olsson     | 3−6, 2−6            |
| Finalista | 11.  | 2019 | Roland Garros        | Nicolas Peifer    | Gustavo Fernández Shingo Kunieda | 6−2, 2−6, [8−10]    |
| Finalista | 12.  | 2020 | Open d'Austràlia (4) | Nicolas Peifer    | Alfie Hewett Gordon Reid         | 6−4, 4−6, [7−10]    |
| Finalista | 13.  | 2020 | US Open (3)          | Nicolas Peifer    | Alfie Hewett Gordon Reid         | 4−6, 1−6            |
| Finalista | 14.  | 2021 | Open d'Austràlia (5) | Nicolas Peifer    | Alfie Hewett Gordon Reid         | 5−7, 6−7(3)         |
| Finalista | 15.  | 2021 | Roland Garros (2)    | Nicolas Peifer    | Alfie Hewett Gordon Reid         | 3−6, 0−6            |